# Sarcophage de Proserpine

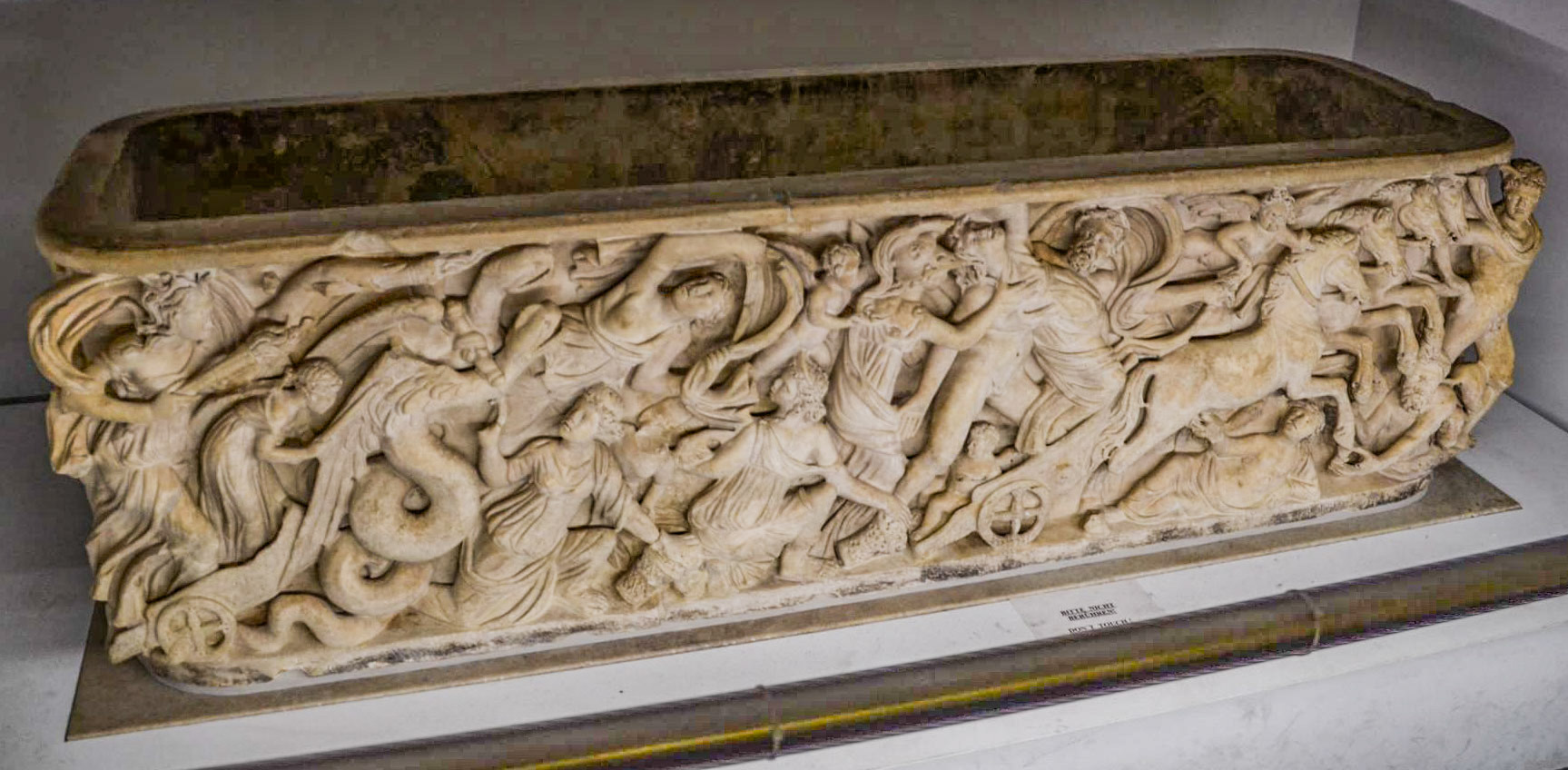
Sarcophage de Proserpine

Le sarcophage de Proserpine est un sarcophage en marbre romain du premier quart du IIIe siècle ap. J.-C., dans lequel Charlemagne aurait pu être enseveli le 28 janvier 814 à la cathédrale d'Aix-la-Chapelle. Le sarcophage est conservé et exposé dans le trésor de la cathédrale d'Aix-la Chapelle.

## Origine
Le sarcophage, en marbre de Carrare, a été fabriqué et sculpté dans un atelier romain, dans le premier quart du IIIe siècle. Son décor, représentant le rapt de Proserpine, est commun à un grand nombre de sarcophages romains.

## Description
Le sarcophage mesure 2,05 mètres de long sur 50 cm de large et 49 cm en profondeur ; il est sculpté en relief sur la face avant d'une scène mythologique ; les deux côtés latéraux sont chacun ornés d'un groupe de trois personnages.
Le relief de la face avant représente le rapt de Proserpine et met en scène quinze dieux ou êtres divins. Le groupe central est celui de Pluton enlevant Proserpine sur un quadrige (char à quatre chevaux) qui part vers la droite ; Minerve est derrière eux et l'Amour montre le chemin. Sur le bord droit, se tient Mercure, avec, entre ses pieds, le chien Cerbère ; sous les pattes antérieures des chevaux, Tartare, le dieu des Enfers, est représenté. A gauche, sur un char tiré par un serpent, Déméter, deux torches dans les mains, poursuit le ravisseur de sa fille ; deux de ses assistants sont tombés à terre. Au-dessus de la scène, plane Aphrodite, alliée d'Hadès dans le rapt.

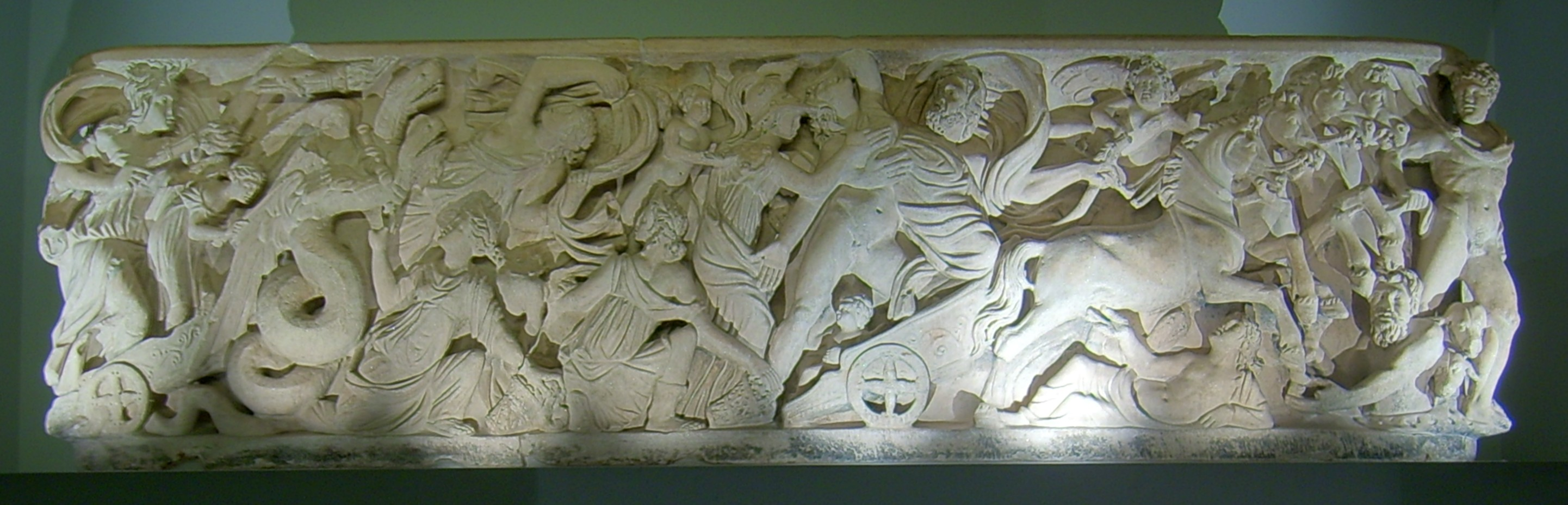
Face avant du sarcophage, avec le rapt de Proserpine

Le côté gauche représente deux jeunes filles et un garçon cueillant des fleurs, celui de droite un garçon portant des fruits et deux bergers.

## Réutilisation
La question de savoir si Charlemagne a été enterré dans le sarcophage de Proserpine dès 814 est controversée. Les sources au sujet de la mort et des funérailles de Charlemagne ne le mentionnent pas explicitement.
L’historien Dieter Hägermann a soutenu que le sarcophage de Proserpine n'a été utilisé qu’en 1165 après la découverte du tombeau de Charlemagne par Frédéric Barberousse, pour y conserver les os de l'empereur ; cependant, Hägermann estime qu’il est improbable que l’on ait coulé un sarcophage en marbre aussi magnifique dans le sol de l’église
La raison pour laquelle un sarcophage à motifs païens ait été choisi pour recevoir les ossements d'un empereur chrétien peut s'expliquer par une interprétation chrétienne de l'histoire de Proserpine : Déméter ayant réussi par ses prières à obtenir le retour de sa fille sur la terre pendant les deux tiers de l'année a pu être interprété comme un signe de résurrection.
En 1215, les restes de Charles sont ôtés du sarcophage pour être transférés dans une châsse en orfèvrerie. Le sarcophage de Proserpine, vide, reste dans l'octogone de la chapelle palatine.
En 1794, Napoléon Ier fit emporter à Paris le sarcophage ; il fut rendu en 1815, et placé dans la chapelle saint-Nicolas.
Depuis 1979, il est exposé dans le trésor de la cathédrale.